# Harrisville (New Hampshire)
Pour les articles homonymes, voir Harrisville.
Harrisville est une municipalité américaine située dans le comté de Cheshire au New Hampshire. Selon le recensement de 2010, sa population est de 961 habitants.

## Géographie
La municipalité s'étend sur 20,15 milles carrés (52,19 km2), dont 1,57 milles carrés (4,07 km2) d'étendues d'eau.

## Histoire
La localité est fondée en 1760 sous le nom de Twitchellville, en l'honneur d'Abel Twitchell. La fille de ce dernier, Deborah, épouse Bethuel Harris et leur fils Milan construit une usine de laine (Harris Mills) à Twitchellville,. Le bourg devient une municipalité en 1871 et prend le nom de Harrisville, en l'honneur de Milan Harris.